# Cauchy (kráter)

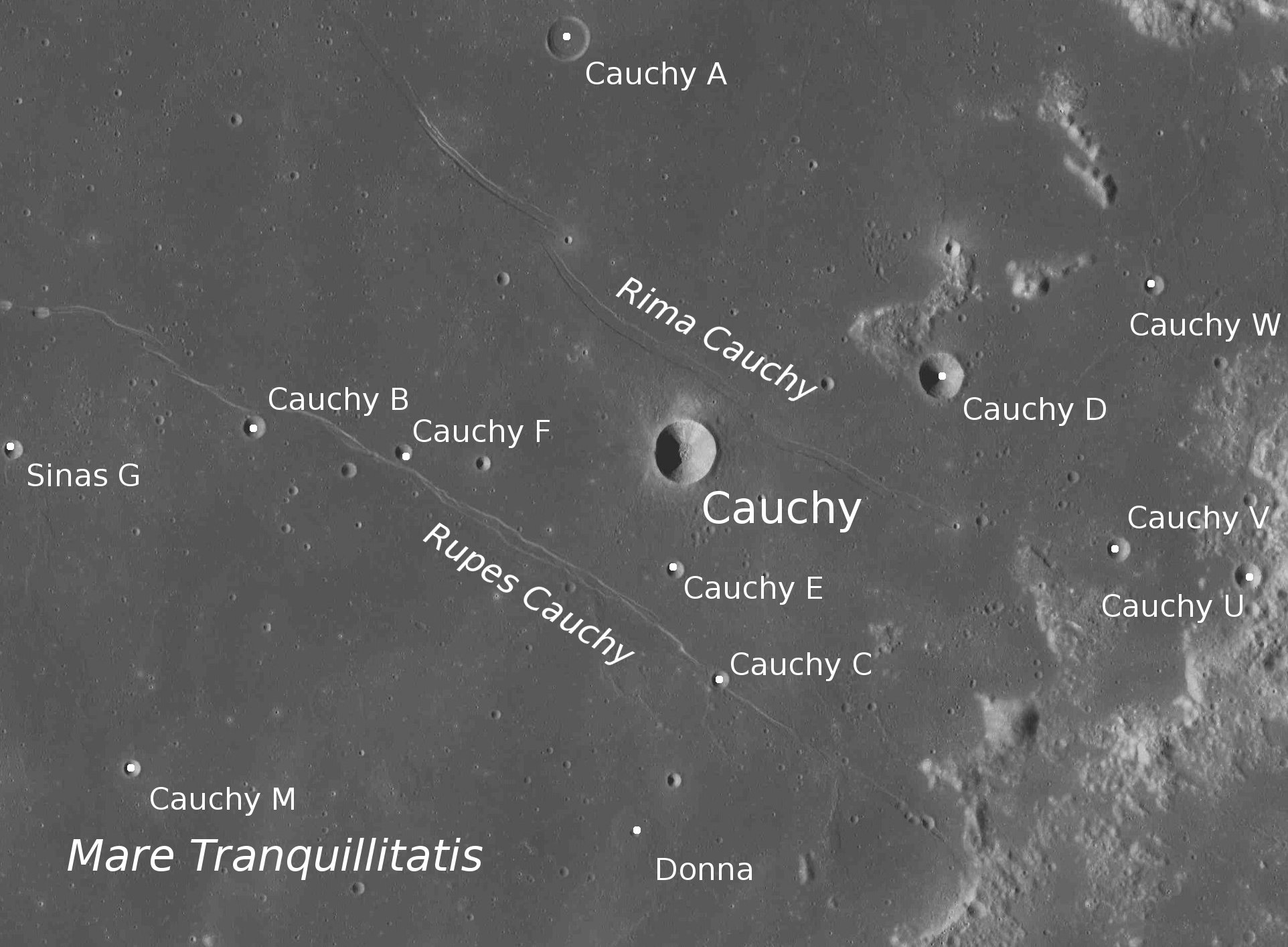
Poloha kráteru Cauchy

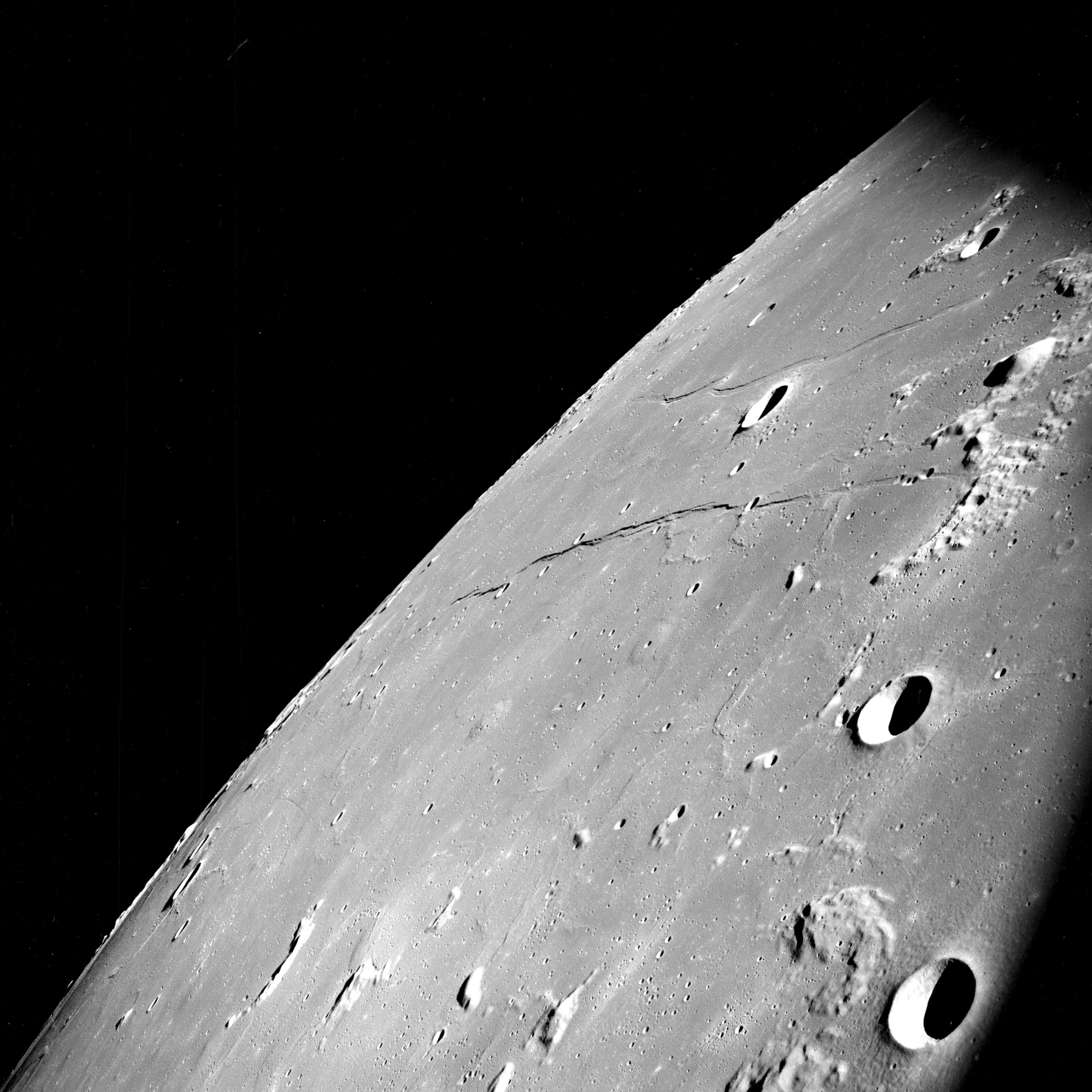
Kráter v pravém spodním rohu snímku je Taruntius F, za ním o něco dále leží Zähringer. Třetí v pomyslném oblouku a mezi dvěma „kolejemi“ je Cauchy.

Cauchy je impaktní kráter o průměru 12,4 km nacházející se ve východní části Mare Tranquillitatis (Moře klidu) na přivrácené straně Měsíce. Leží v „kolejích“ tvořených ze zlomu Rupes Cauchy (jižně) a brázdy Rima Cauchy (severně). Oba tyto útvary (brázda a zlom) vypadají při pohledu shora jako dvě větve hyperboly. Samotný kráter je velmi jasný během úplňku.
Východo-severovýchodně se nachází Sinus Concordiae (Záliv svornosti), jižně za zlomem Rupes Cauchy lze nalézt dvojici lunárních dómů (což je druh štítové sopky) Cauchy ω (Omega) a Cauchy τ (Tau).

## Název
Je pojmenován podle francouzského matematika Augustina Louise Cauchyho.

## Satelitní krátery
V okolí kráteru se nachází několik dalších kráterů. Ty byly označeny podle zavedených zvyklostí jménem hlavního kráteru a velkým písmenem abecedy.
| Cauchy | Sel. šířka | Sel. délka | Průměr |
| ------ | ---------- | ---------- | ------ |
| A      | 12.1° S    | 37.9° V    | 8 km   |
| B      | 9.8° S     | 35.8° V    | 6 km   |
| C      | 8.2° S     | 38.9° V    | 4 km   |
| D      | 10.0° S    | 40.3° V    | 9 km   |
| E      | 8.9° S     | 38.6° V    | 4 km   |
| F      | 9.6° S     | 36.8° V    | 4 km   |
| M      | 7.6° S     | 35.1° V    | 5 km   |
| U      | 8.8° S     | 42.3° V    | 5 km   |
| V      | 9.0° N     | 41.5° V    | 5 km   |
| W      | 10.6° S    | 41.6° V    | 4 km   |